# 挪威灣 (南奧克尼群島)
挪威灣（英語：Norway Bight）是南極洲的海灣，位於南奧克尼群島的科羅內申島南岸，處於梅爾角和曼斯菲爾德角之間，寬7公里，現時由南極條約體系管理。